# نوح زعيتر
نوح زعيتر تاجر مخدرات لبناني. مواليد ( 1977 - 6 فبراير 2025 )  في قرية تعلبايا التابعة لزحلة اللبنانية، درس لمدة سنة في الجامعة الأمريكية في بيروت وأتم دورة في أمن الدولة، في عام 1991 هرب إلى سويسرا وعاش هناك 3 سنوات كلاجئ، رجع إلى لبنان عام 1995 وعمل برفقة جوي شبيعة بالممنوعات واتهم بتهريب أخيه من السجن ولجأ إلى قرية الكنيسة. عمل في تجارة المخدرات وهو مطلوب للأمن اللبناني والإنتربول.
يتزعم ميليشيا مسلحة لعشيرة «زعيتر» في البقاع اللبنانية، وهنالك مزاعم بأنه يُقاتل إلى جانب حزب الله.

## في الإعلام
يُعتقد أنَّ قصَّة مُسَلسَل الهِيبة قد اقتُبِسَت من حياة نوح زعيتر، في حين يُشير آخرون إلى أنَّ التفاصيل الدرامية المحيطة بالعمل ستحيله حكماً إلى مسلسل «ناركوس» الذي يحكي قصة أسطورة صناعة وتجارة الكوكايين في كولومبيا بابلو إسكوبار، وعرض بجزئيه الأول والثاني أواخر العام 2016 عبر «نيتفليكس».